# Medveczky Krisztina
Medveczky Krisztina (Budapest, 1958. április 14. –) magyar tornásznő, edző.

## Élete
Szécsényi Józsefné Irénke néni irányította a Köbölkút utcai általános iskolából a Pasarétre, a Vasasba, ahol Tóth Ernő, Békési Sándor, Ducza Anikó és Tass Olga foglalkozott vele. Kedvenc szerén, felemáskorláton volt a legeredményesebb.
Az aktív sportot befejezve előbb újságíró gyakornok volt a Népsportnál, majd éveken át edzősködött a Vasasban. 1986-ig három gyermeke és férje mellett családanyaként tevékenykedett. 1986-ban férje Londonban kapott ösztöndíjat, így a család odaköltözött. 1998-ban a férje – aki gyógyszerkutató vegyész, s mellette egyetemen is oktat – Brisbanebe kapott meghívást, ezért Ausztráliába költöztek.

### Világbajnokság
1974-ben Várnában rendezték a világbajnokságot, ahol csapatban bronzérmet nyert.

### Olimpia
A Német Szövetségi Köztársaságban, Münchenben rendezett XX., 1972. évi nyári olimpiai játékokon a bronzérmes olimpiai tornászcsapat (Békési Ilona, Császár Mónika, Kelemen Márta, Kéry Anikó, Medveczky Krisztina, Nagy Zsuzsanna) tagja volt. Ő volt az olimpia összes részvevője között a legfiatalabb a maga alig tizennégy esztendejével.
Kanada nagyvárosában, Montréalban  volt az 1976. évi nyári olimpiai játékok tornadöntőinek helyszíne, ahol a tornászcsapat tagjaként negyedik helyen végeztek. Egyéni összetettben a tizenharmadik lett.